# Salsichuahua

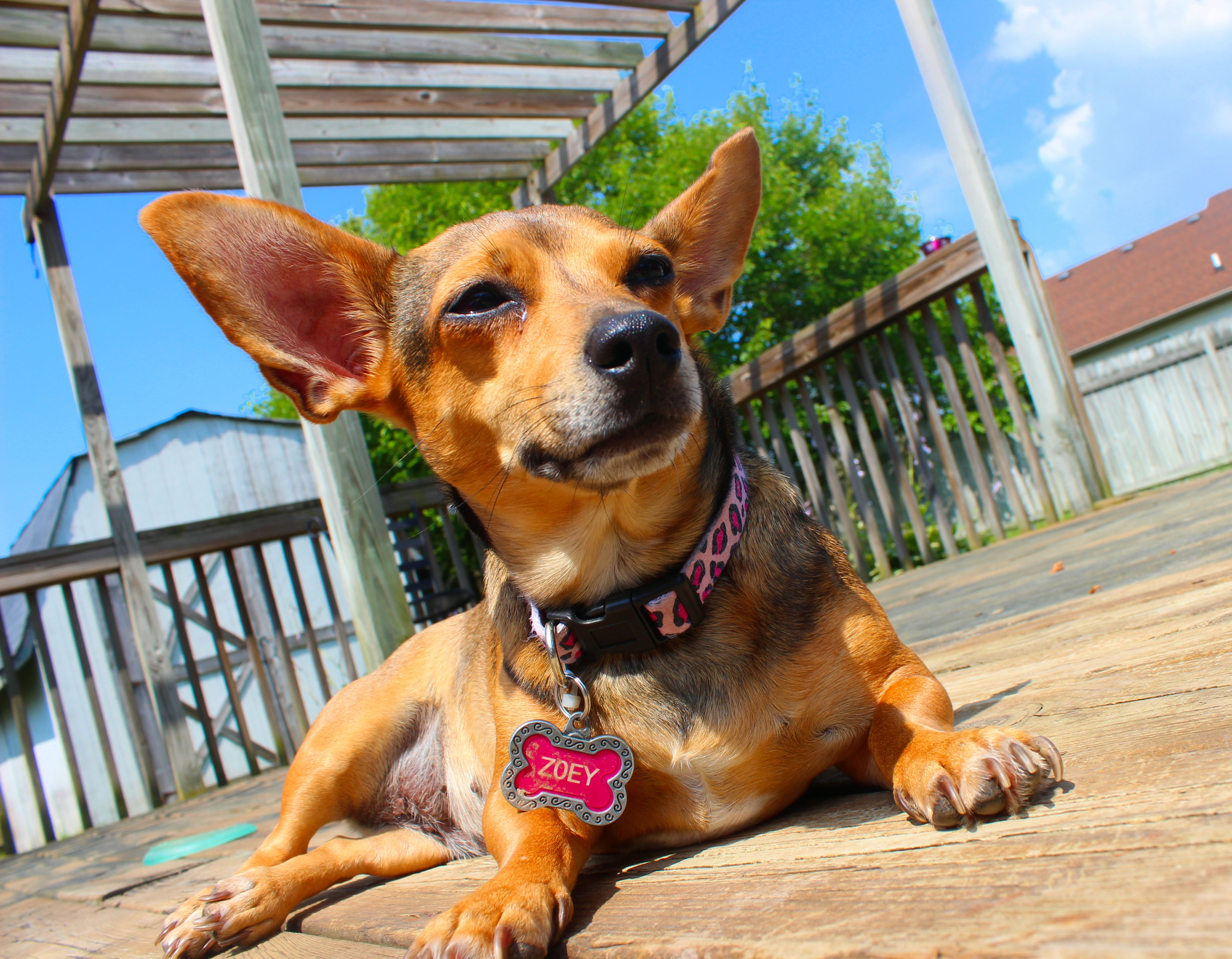
Um salsichuahua, um cruzamento entre chihuahua com cão salsicha.

Um Chiweenie ou salsichuahua é um cão mestiço do cruzamento entre o Chihuahua com Dachshund, que também é conhecido como Teckel ou "cão salsicha". É considerado um cão híbrido ou "designer" que ganhou popularidade nos últimos anos.

## Características
Este cruzamento híbrido é reconhecido pelo American Canine Hybrid Club. Os salsichuahua são cães muito amigáveis e enérgicos. Física e comportamentalmente, eles representam uma mistura das raças de seus pais.

## Galeria

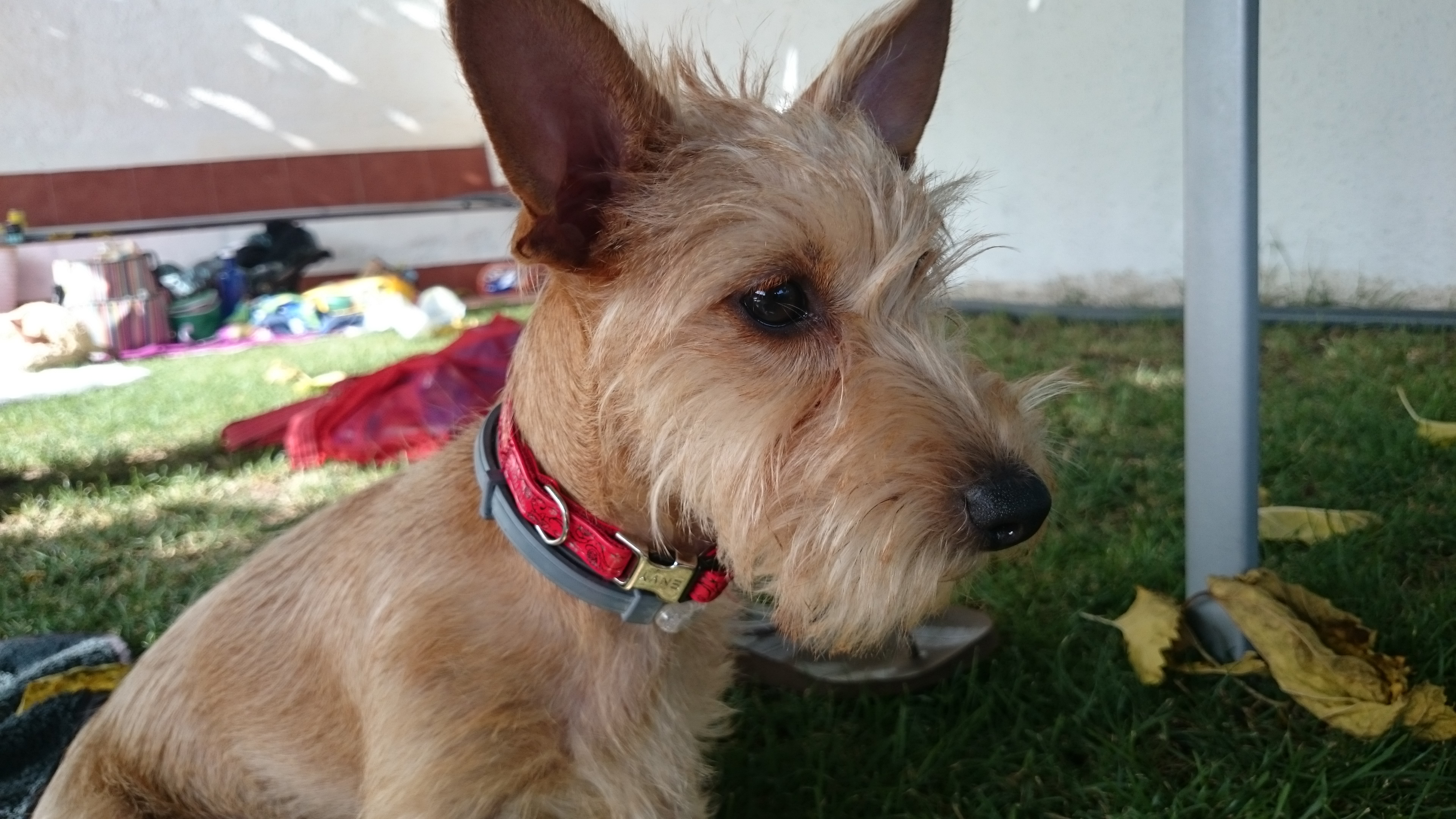
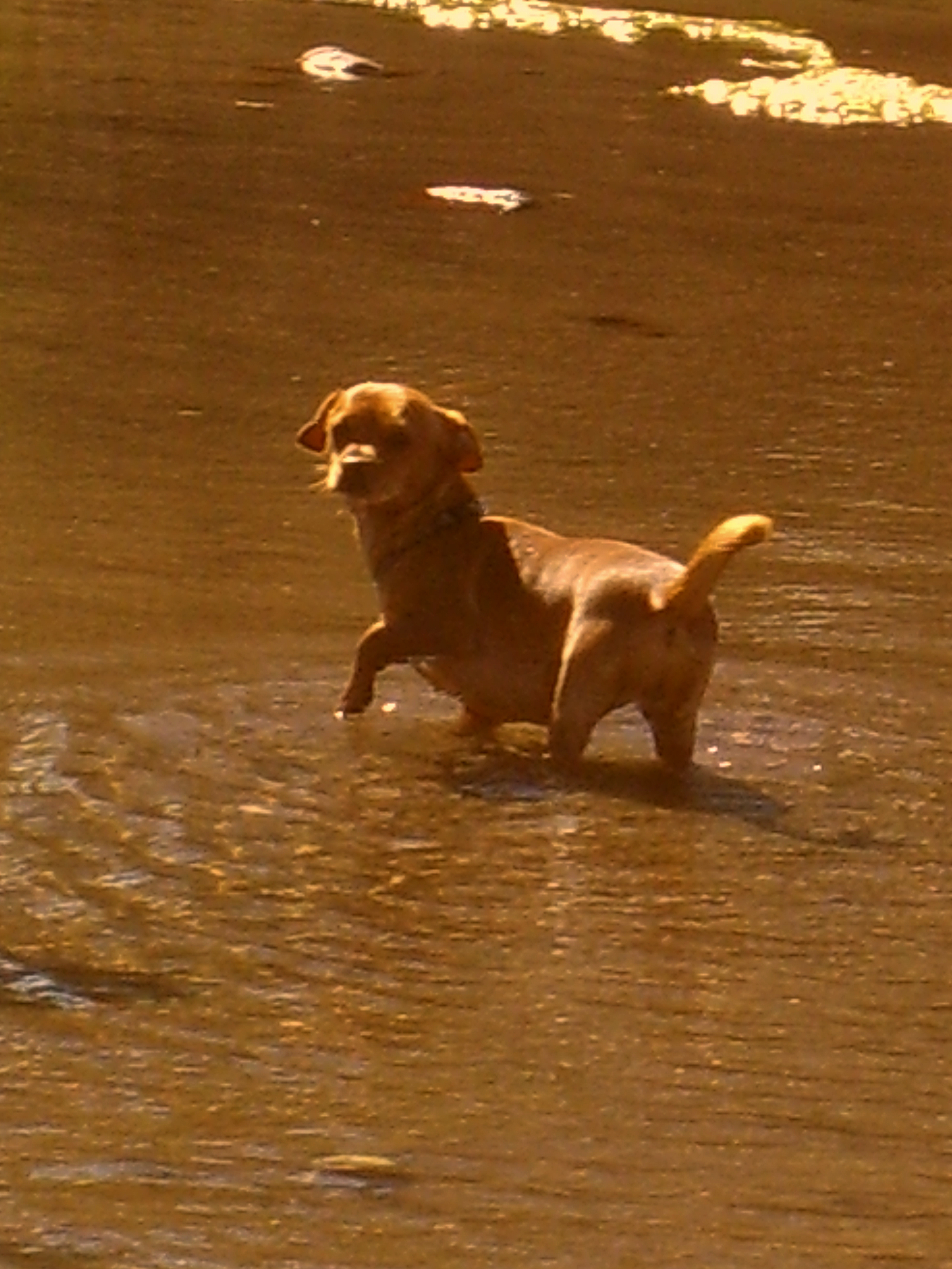
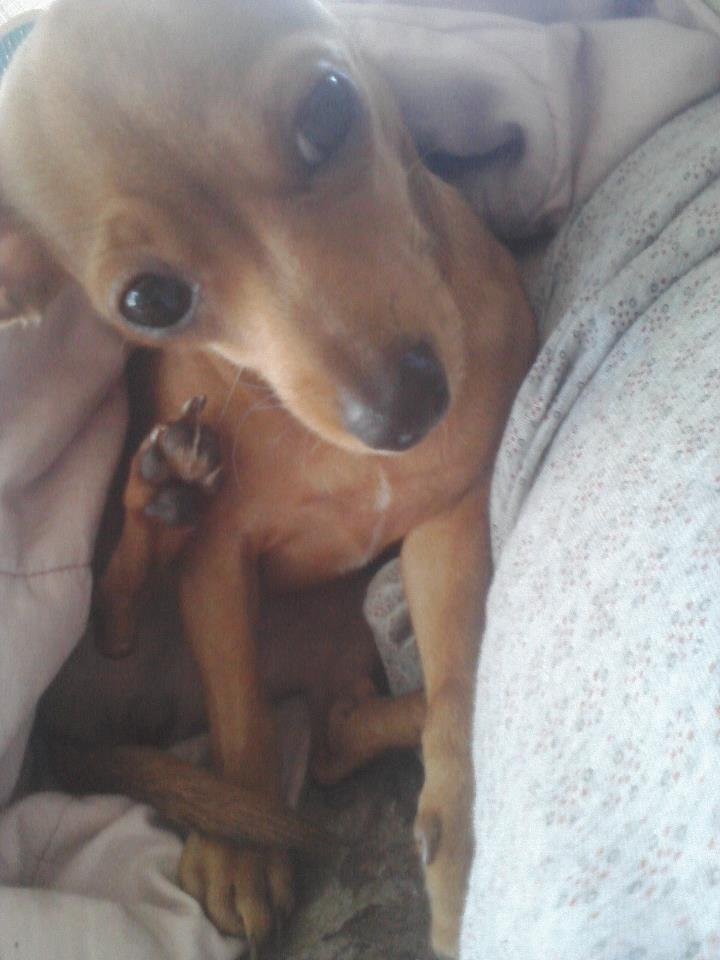
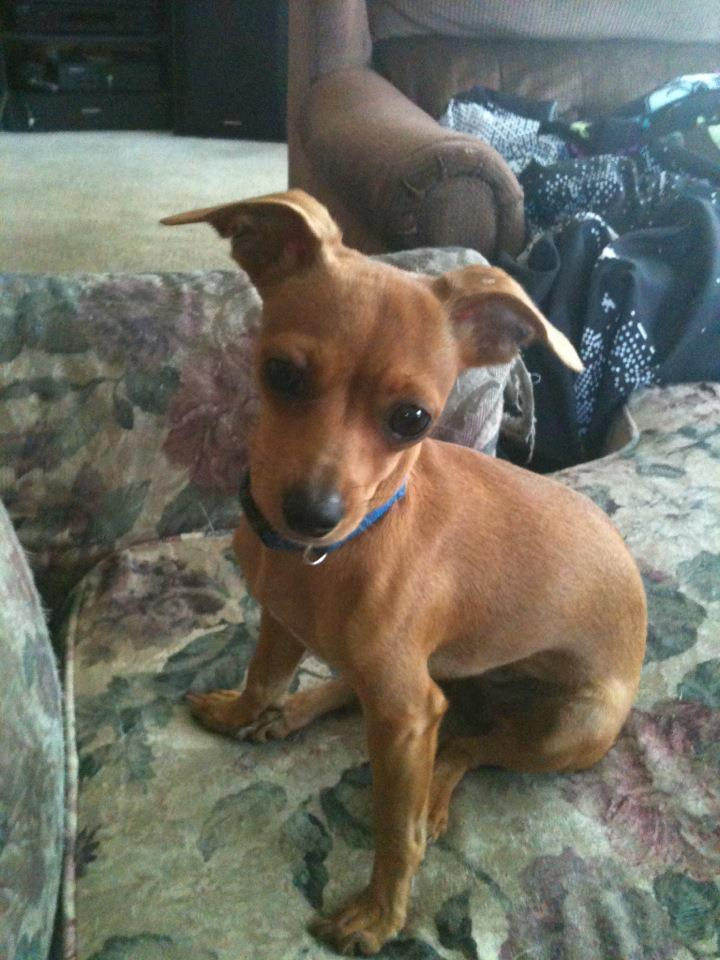
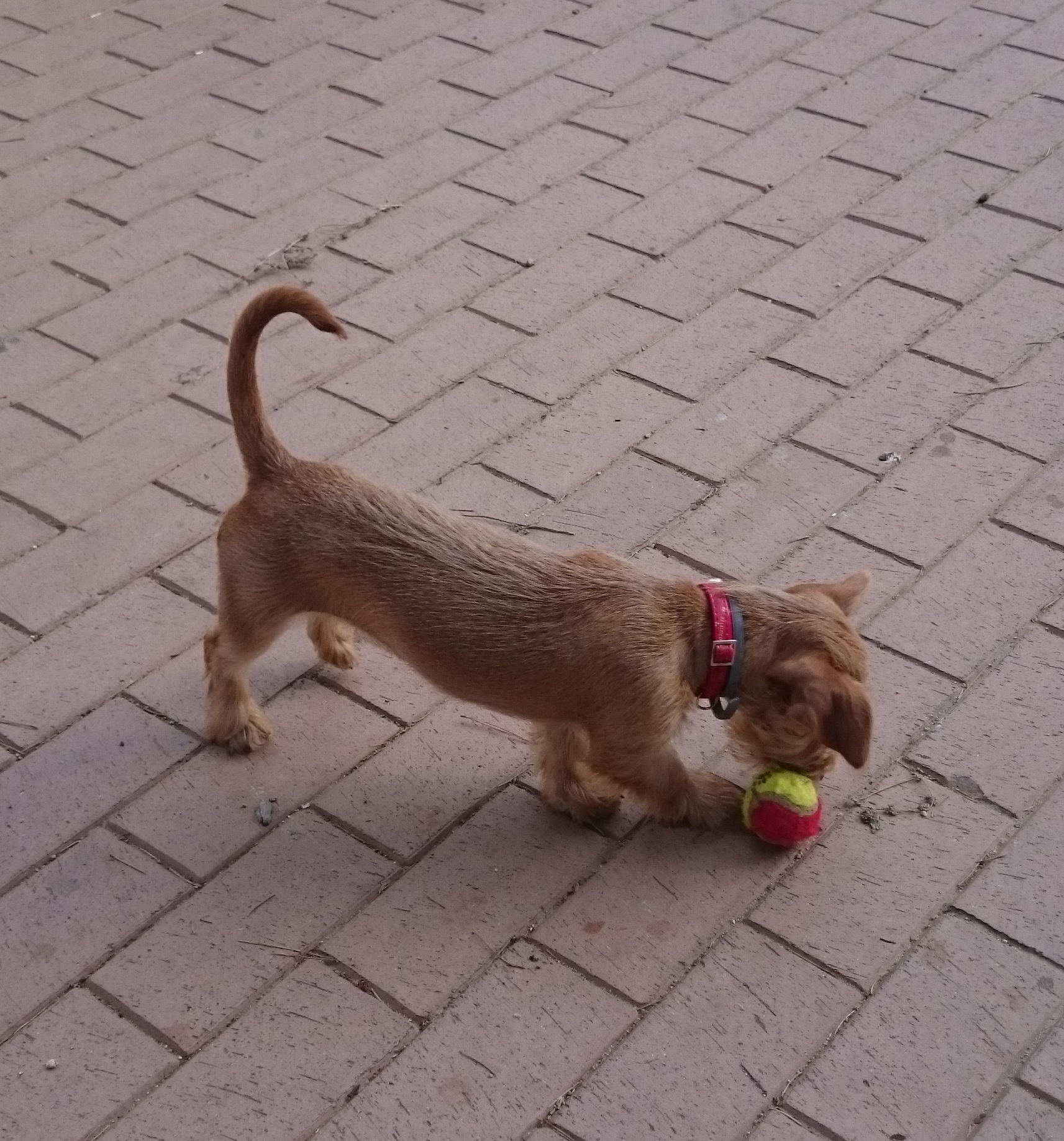
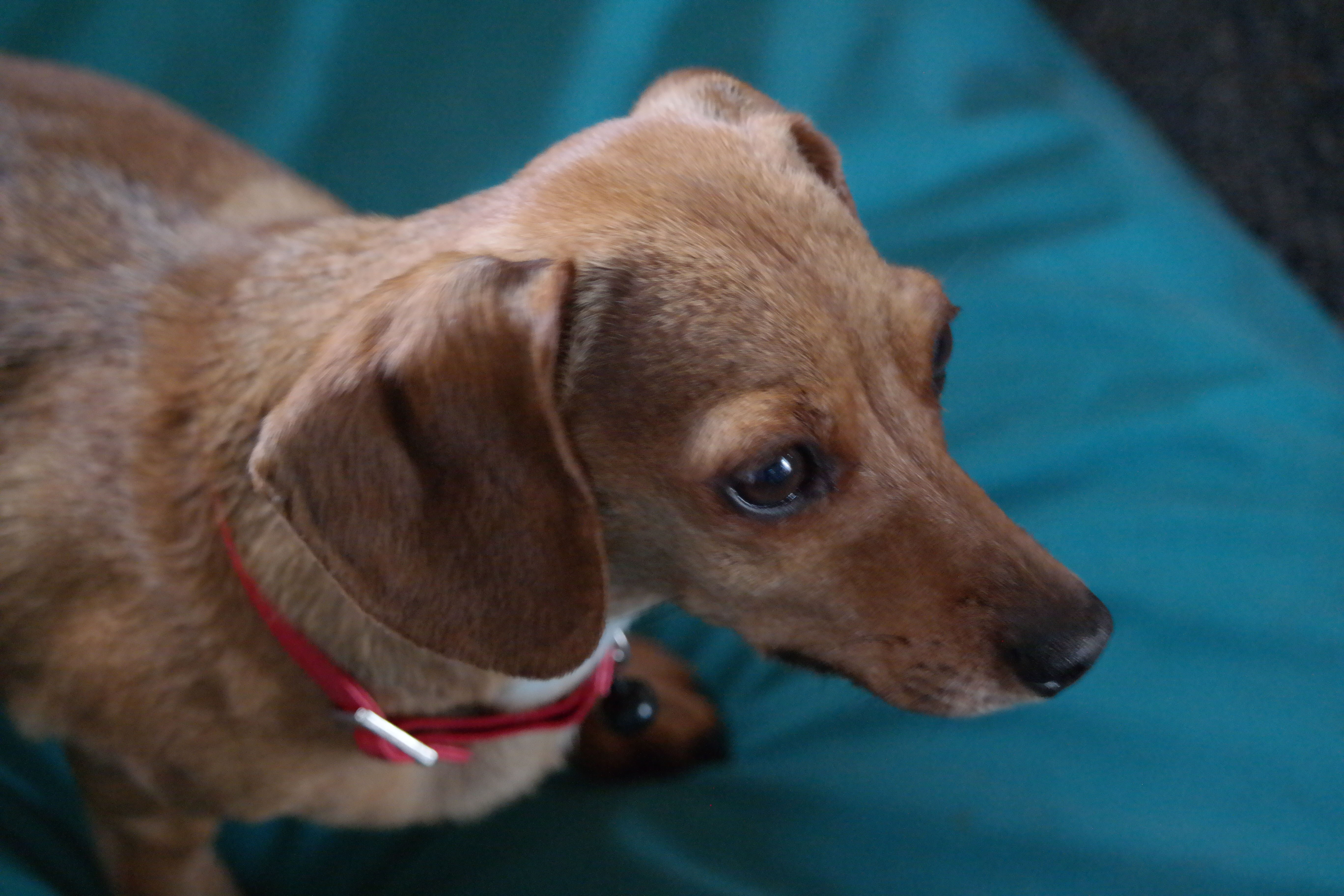
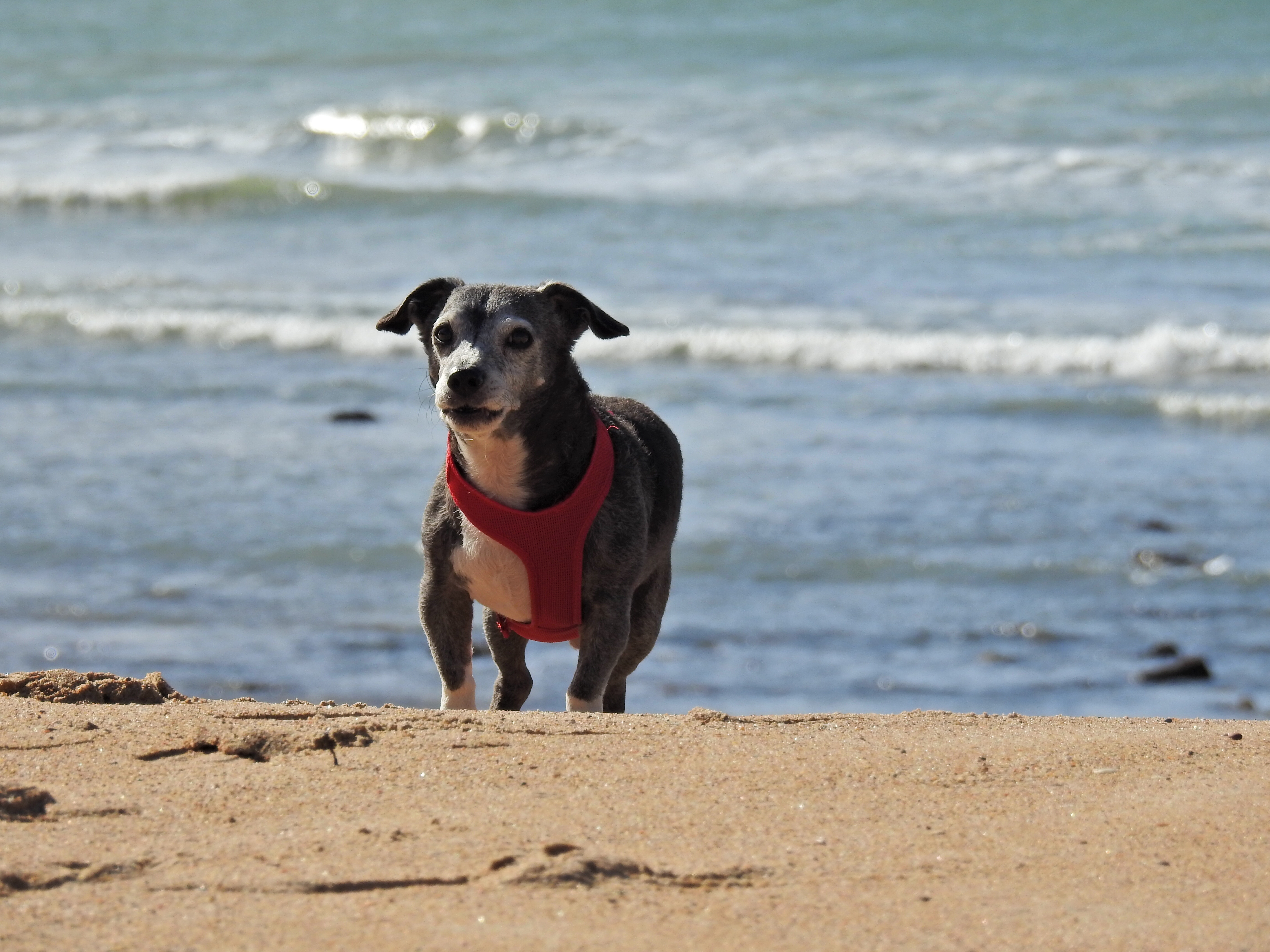
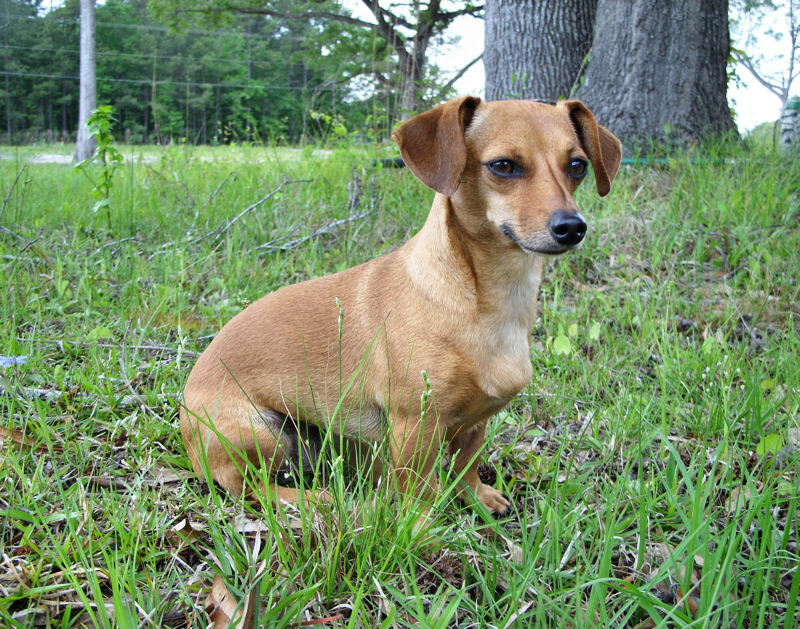
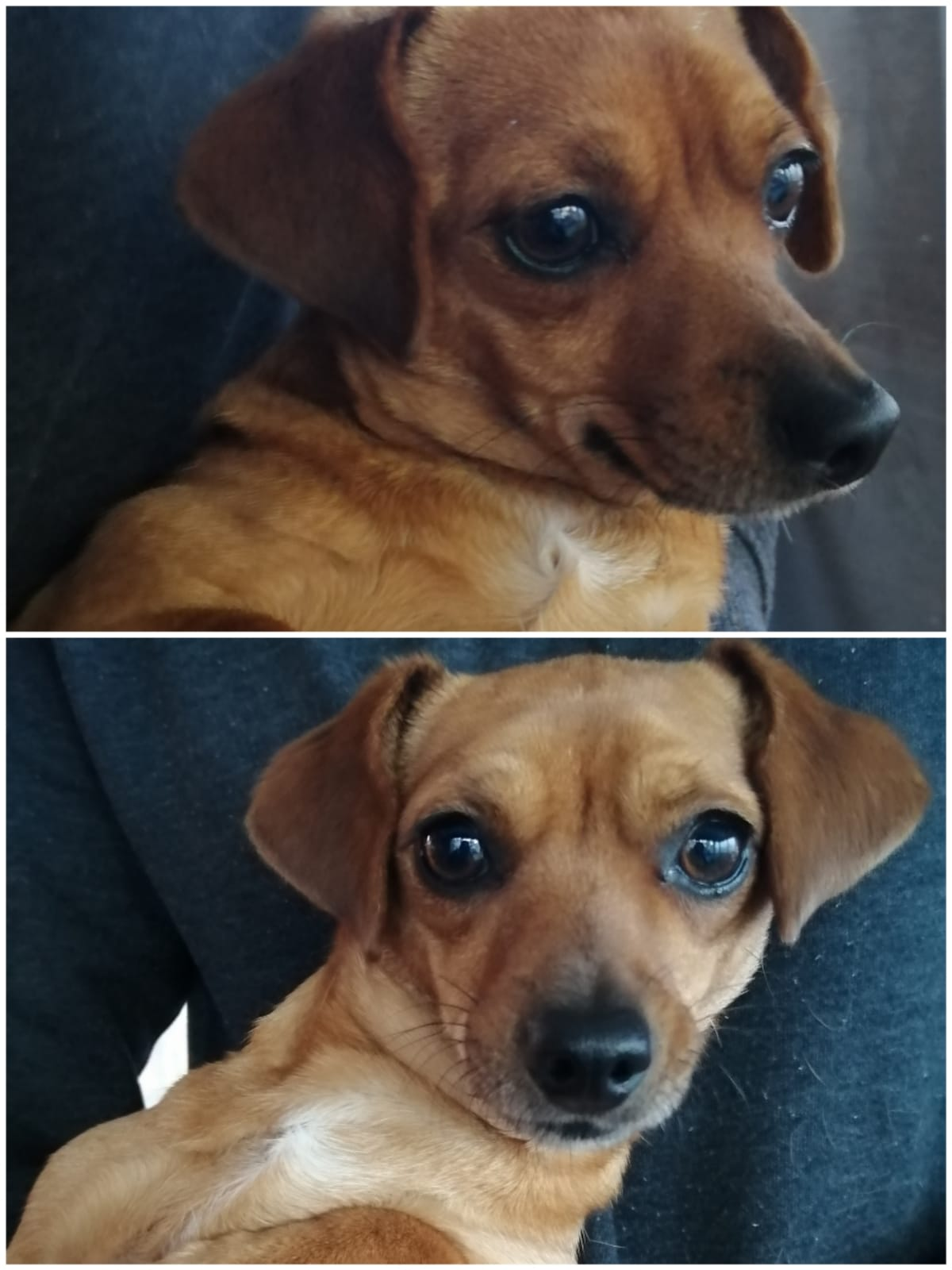
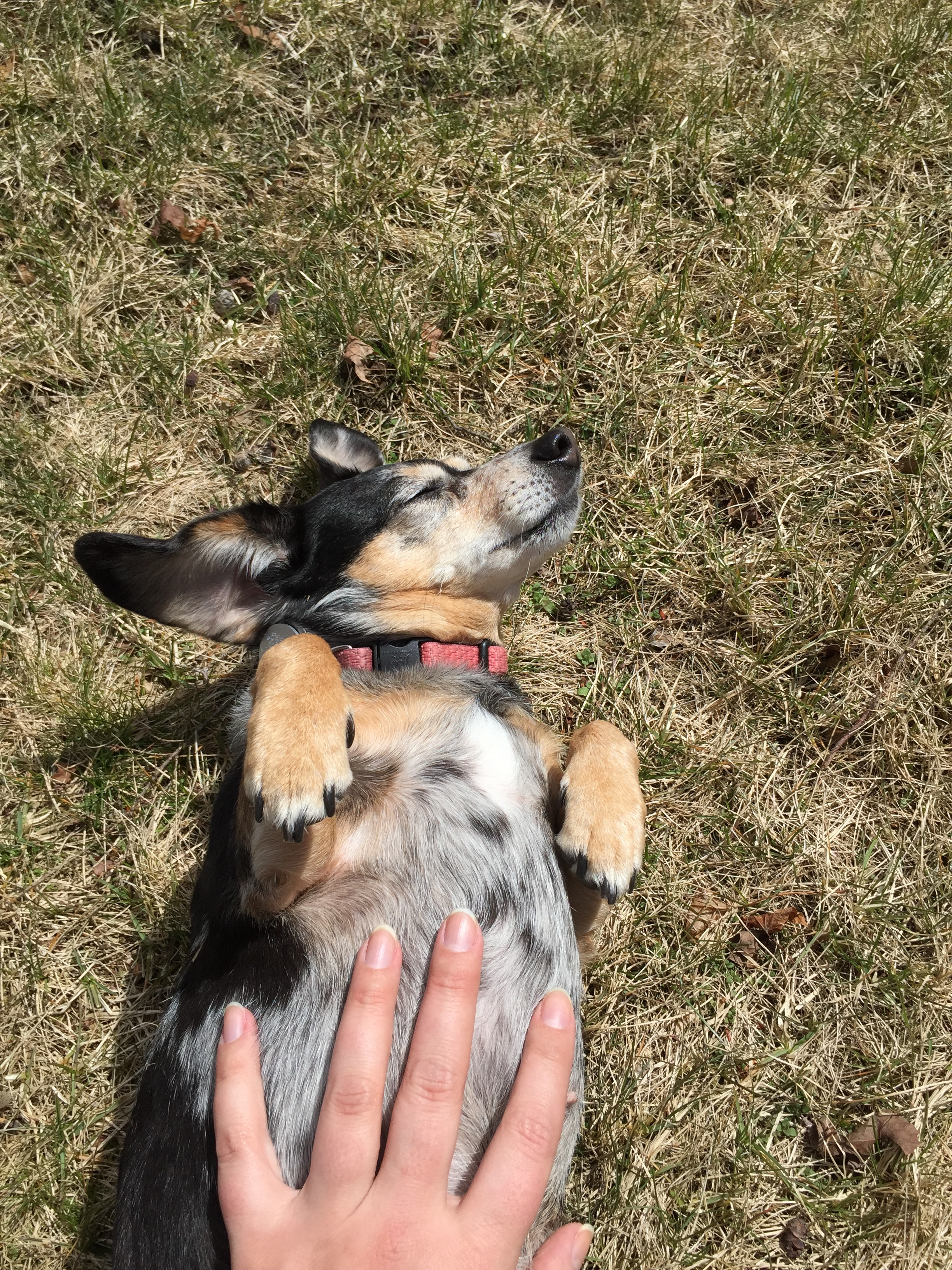
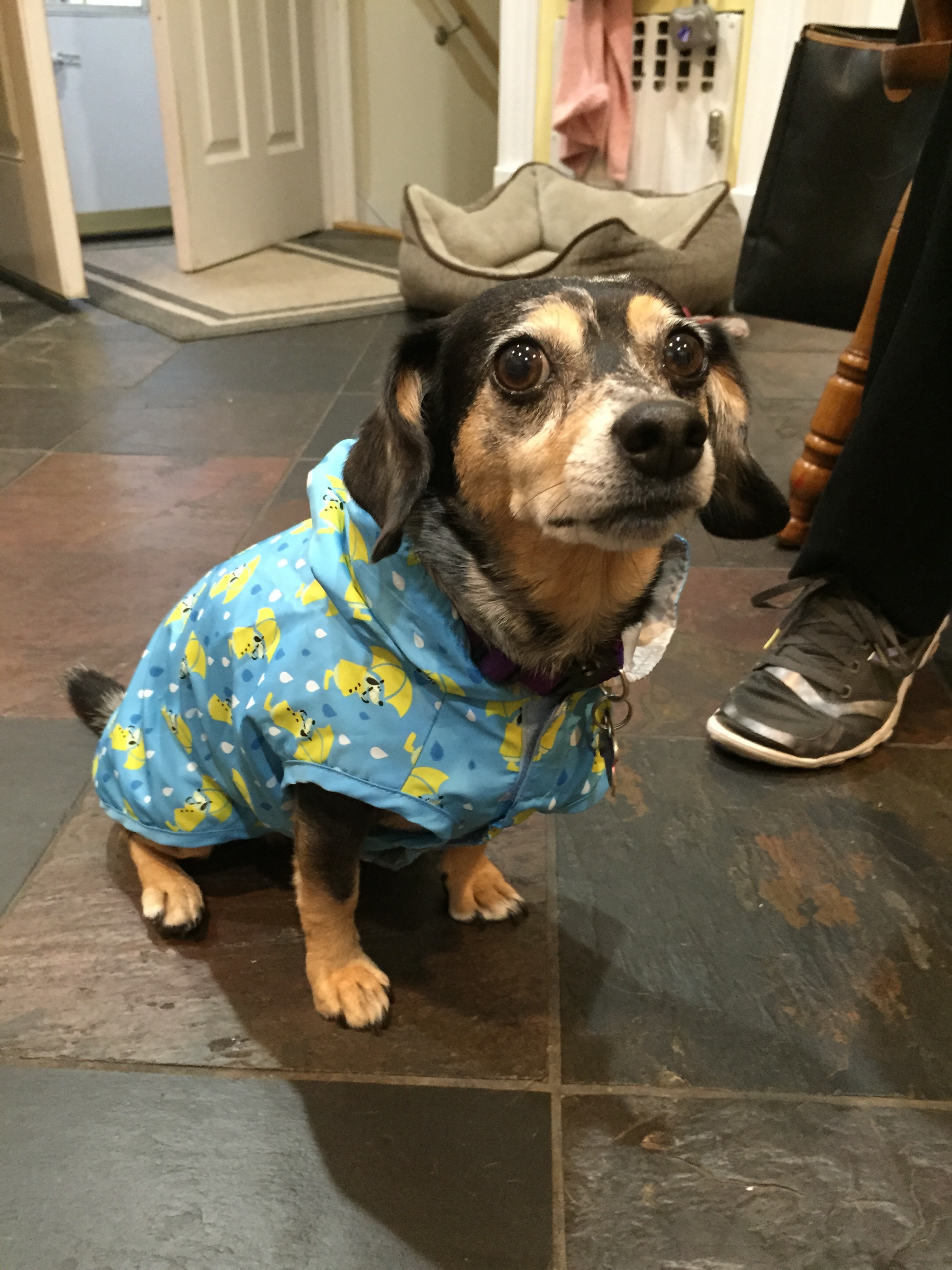
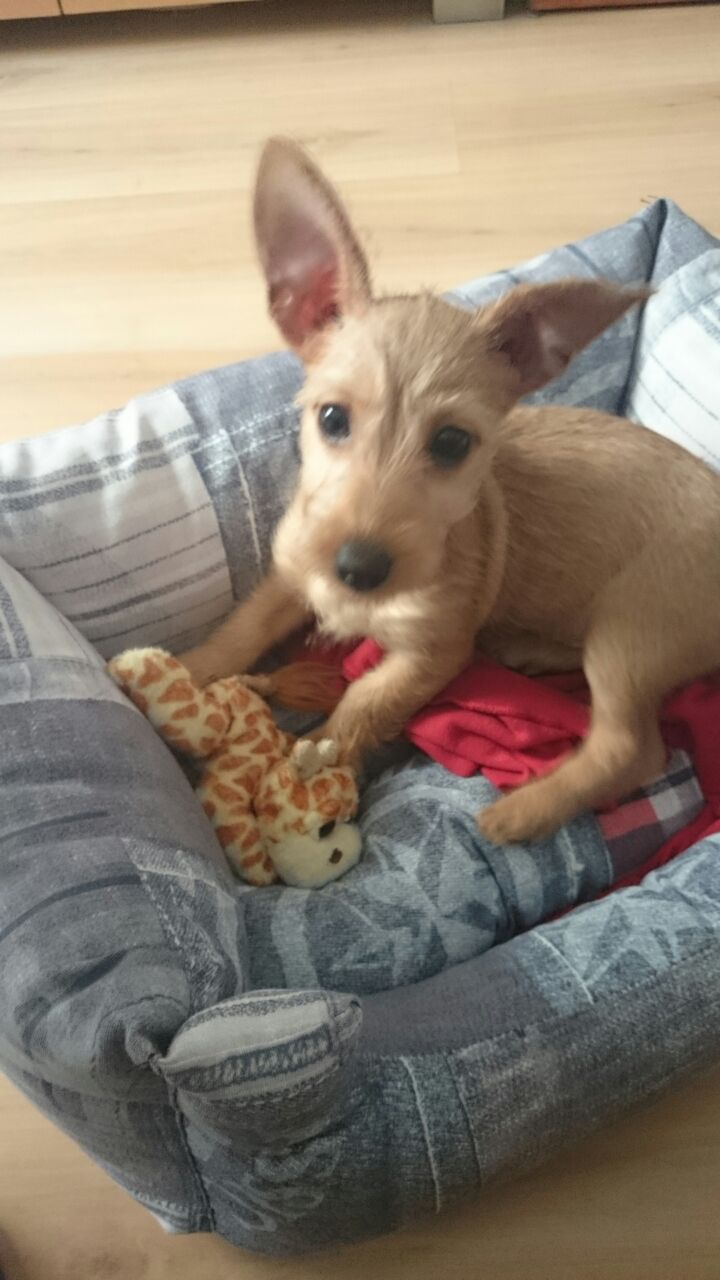
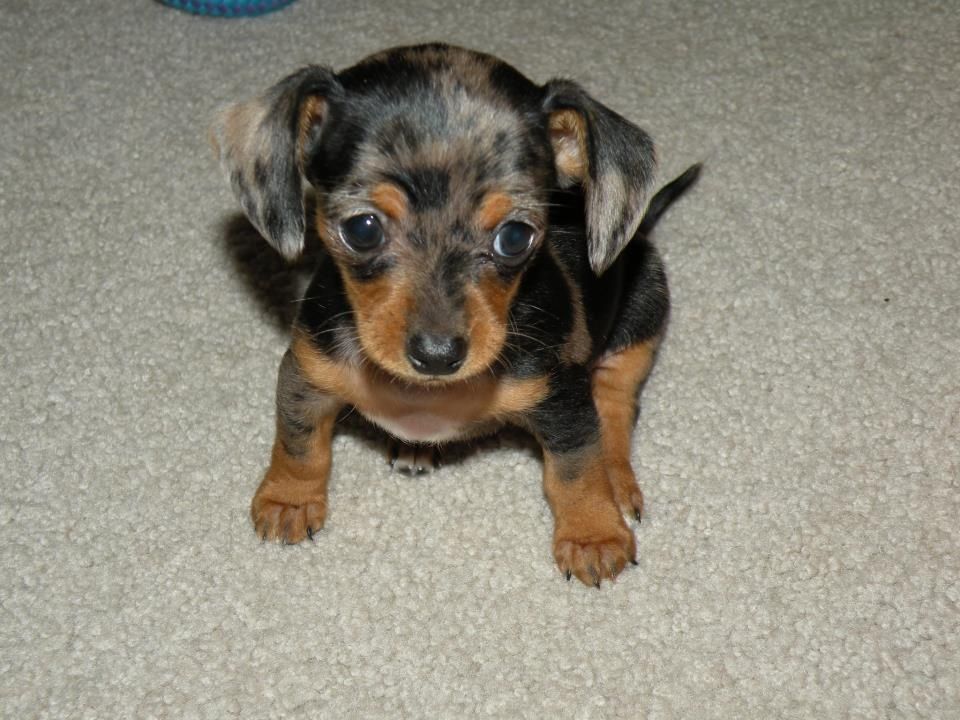